# Direttore responsabile
Il direttore responsabile è il giornalista (professionista o pubblicista) che in Italia guida un giornale e risponde di fronte alla legge di tutto ciò che vi viene pubblicato (art. 57 del codice penale). Il direttore rappresenta e impersonifica il giornale. In Italia tale figura professionale è prevista dalla legge 8 febbraio 1948, n. 47.

## Tradizione professionale
Direttore responsabile

Condirettore e/o vicedirettore

Caporedattore centrale

Caporedattore

Inviato

Caposervizio

Redattore

Praticante
Il direttore è il trait d'union fra la redazione e l'editore. Secondo una tradizione consolidata nel mondo del giornalismo, il proprietario di un giornale non intrattiene rapporti diretti con la redazione. Ciò a garanzia dell'indipendenza dei giornalisti. Il direttore responsabile svolge un ruolo di collegamento: è scelto dal proprietario, che spesso indica la linea editoriale da seguire, ma ha il diritto di guidare in tutta autonomia la redazione, senza interferenze da parte dell'editore. 
L'unico momento in cui il proprietario di un giornale si confronta direttamente con la redazione è in occasione della nomina del direttore: l'atto è sottoposto al gradimento dell'assemblea di redazione, che si esprime con un voto libero e segreto. In Italia questa prassi iniziò nei primi anni settanta del XX secolo: la prima redazione ad inaugurarla fu il «Corriere della Sera» in occasione dell'insediamento di Piero Ottone, il 15 marzo 1972.
Quale primo atto del suo insediamento il direttore illustra all'assemblea dei redattori il programma politico-editoriale concordato con l'editore. 
La legge prevede che vi possa essere un vice direttore responsabile (nei grandi giornali più di uno), e sempre più spesso al direttore s'affianca un condirettore. Questa strutturazione libera il direttore dal lavoro, quotidiano, di costruzione del giornale e gli consente di interagire con un eventuale direttore editoriale, rappresentante dell'editore (figura non prevista dalla legge), con il quale elabora linea editoriale e strategie di lungo periodo. Può esistere anche la funzione del vice direttore vicario, che esercita le sue funzioni solamente in caso di impedimento del direttore responsabile.
L'articolo che il direttore responsabile pubblica in posizione nobile della prima pagina (in alto a sinistra) è chiamato articolo di fondo.

## Storia
Il 26 marzo 1848, a pochi mesi dall'approvazione dello Statuto Albertino, fu pubblicato a Torino l'Editto sulla stampa (R. D. 26 marzo 1848, n. 695). Il provvedimento, oltre a superare il principio della censura preventiva, introdusse la figura del "gerente responsabile" (Capo VIII, «Delle pubblicazioni periodiche», artt. 35-50), inteso come colui che assume la responsabilità del giornale davanti alla legge. L'Editto fu gradualmente esteso a tutta l'Italia. 
La successiva legislazione del Regno d'Italia confermò mansioni e responsabilità del gerente responsabile fino al 31 dicembre 1925. La nuova legge sulla stampa (legge 31/12/1925 n. 2307) istituì la figura del direttore responsabile, che sostituì il gerente. Mentre il gerente responsabile poteva essere una persona del tutto estranea alla vita del giornale, il direttore responsabile dev'essere innanzitutto il capo della redazione.

Fu introdotto con la stessa legge anche l'Albo professionale e si stabilì che solo chi era iscritto all'Albo poteva esercitare la professione giornalistica (divenne operativo col R.D. 26 febbraio 1928, n. 384). Il 19 ottobre 1930 fu promulgato il nuovo Codice penale. L'art. 57 ("reati commessi col mezzo della stampa") affermò il principio della responsabilità oggettiva del direttore per tutto ciò che viene pubblicato sul giornale. La nuova legislazione repubblicana ha confermato la figura del direttore responsabile (legge sull'editoria dell'8 febbraio 1948, n° 47). 
La Carta Costituzionale ha introdotto il principio secondo cui si risponde penalmente per fatto proprio (art. 27). Ciò può contrastare con la responsabilità oggettiva del direttore. La legge 4 marzo 1958 n. 127 ha modificato l'articolo 57 del Codice Rocco, affermando che il
direttore responsabile risponde per fatto proprio giacché il suo omesso controllo può essere causa del reato di diffamazione.
La legge n. 69 del 1963, sull'«Ordinamento della professione di giornalista», impone che le figure del direttore e del vice direttore responsabile debbano essere iscritti all'Ordine dei giornalisti. La legge ha ripristinato l'Albo professionale, che è entrato in vigore nel 1965. 
La nuova legge sull'editoria, emanata nel 1981 (Legge 5 agosto 1981, n. 416), ha introdotto alcune modifiche nel rapporto tra redazione, direttore ed editore:
1. I membri della redazione non hanno più diritto di veto sulla nomina del direttore responsabile, proposta dall'editore.
2. Il direttore, il caporedattore e l'editore hanno la facoltà di operare tagli, modifiche e integrazioni sul testo scritto da un redattore. Il giornalista può non firmare l'articolo che sarà pubblicato, se non condivide le modifiche apportate.
3. Per i giornali organo di un partito, movimento politico od organizzazione sindacale è stata creata un'apposita norma. La direzione può essere affidata a una persona non già iscritta all'albo dei giornalisti. Il direttore nominato viene iscritto provvisoriamente all'albo stesso, in un apposito elenco; contestualmente è prevista la nomina di un giornalista iscritto all'albo a «vicedirettore responsabile».

Norma sul diritto d'autore
Il direttore responsabile è titolare dei diritti d'autore della testata giornalistica che dirige. La titolarità del diritto si estende per settant'anni a partire dalla fine dell'anno di pubblicazione dei singoli fascicoli o dei singoli numeri.

## Contratto nazionale: nomina e mansioni
Nel contratto nazionale di lavoro giornalistico, siglato da FIEG e FNSI, sono descritte nel dettaglio la nomina e le facoltà del direttore responsabile: «La nomina del direttore è comunicata dall'editore al comitato (o fiduciario) di redazione con priorità rispetto a qualunque comunicazione a terzi, almeno 48 ore prima che il nuovo direttore assuma la carica».
Le mansioni e le responsabilità del direttore sono determinate da accordi che vanno stipulati tra editore e direttore, «tali, in ogni caso, da non risultare in contrasto con le norme sull'ordinamento della professione giornalistica e con quanto stabilito dal presente contratto. Questi accordi, con particolare riguardo alla linea politica, all'organizzazione e allo sviluppo del giornale, del periodico o dell'agenzia di informazioni per la stampa sono integralmente comunicati dall'editore al corpo redazionale, tramite il comitato (o fiduciario) di redazione, contemporaneamente alla comunicazione della nomina del direttore. Quale primo atto del suo insediamento, il direttore illustra all'assemblea dei redattori gli accordi di cui al comma precedente ed il programma politico editoriale concordato con l'editore».
L'azienda giornalistica è, dunque, l'unica in cui il proprietario è tenuto a comunicare ai dipendenti la nomina del vertice e a spiegare loro quali accordi ha stretto con il vertice. Successivamente a tali comunicazioni, il nuovo direttore convoca l'assemblea di redazione, al termine della quale i redattori esprimono il loro voto (in gergo, il «gradimento»), come prescrive la norma vigente. La legge non impone al direttore di dimettersi se il voto è negativo. 
Riassumendo, l'editore sceglie il direttore e la linea politico-editoriale. Il direttore deve guidare il giornale con l'appoggio della redazione.
La figura del direttore responsabile è l'unica per la quale il contratto di lavoro non prevede l'assunzione a tempo indeterminato e non disciplina gli emolumenti minimi. Prevede solo il numero minimo di mensilità spettanti in caso di licenziamento da parte dell'editore. La fissazione del compenso viene quindi lasciata alla libera contrattazione delle parti.
Caso particolare. La nomina di un parlamentare
Il mandato di parlamentare comporta forti garanzie e protezioni giuridiche: un deputato non è perseguibile per l'espressione delle proprie opinioni (immunità parlamentare). Ma ciò contrasta con il dettato della legge sulla stampa, che prevede che il direttore responsabile si assuma la responsabilità oggettiva di ciò che viene stampato. Il direttore, infatti, risponde penalmente per il giornale per i reati commessi a mezzo stampa.

La prima legge repubblicana sulla stampa (l. 8 febbraio 1948) stabilisce che, nel caso in cui un parlamentare sia posto alla direzione di un giornale, debba essere contestualmente nominato un Responsabile (art. 3), che risponda per tutti gli obblighi di legge. In questi casi il giornale ha un “direttore” e un “responsabile” (esempio storico: il quotidiano politico «Il Popolo» a partire dal 1959).